# دان مری (بازیگر)
دان مری (انگلیسی: Don Murray؛ زادهٔ ۳۱ ژوئیهٔ ۱۹۲۹ – درگذشتهٔ ۲ فوریه ۲۰۲۴) هنرپیشه، کارگردان، فیلم‌نامه‌نویس و تهیه‌کننده اهل ایالات متحده آمریکا بود. وی از سال ۱۹۵۴ میلادی تاکنون مشغول فعالیت بوده‌است.
دان مری در ۲ فوریه ۲۰۲۴، در سن ۹۴ سالگی درگذشت.
از فیلم‌هایی که وی در آن نقش داشته‌است، می‌توان به یک مشت باران، شاهزاده خانم کوارتربک و عشق بی‌پایان اشاره کرد.